# Focul Viu - Lopătari
Focul Viu este un fenomen natural datorat emanației de gaze naturale care ies la suprafață prin fisurile scoarței terestre formând flăcări ce ard, aprinse fiind de razele solare (sau de către oameni dacă flacăra se stinge). 

## Localizare
Este localizat în Subcarpații Buzăului pe versantul vestic a culmii Breazău , aflat pe stânga văii Slănicului, la NNE de satul Terca (Comuna Lopătari) din Județul Buzău, la o altitudine de aproximativ 1030 m.

## Informații generale
Fundamentul apariției fenomenului este reprezentat de existența depozitelor subterane de hidrocarburi.

## Elemente caracteristice
Se pot vedea flăcări care izbucnesc din pământ înălțându-se în bătaia vântului, uneori cu o înălțime mai mare, alteori abia pâlpâind - depinde foarte mult de presiunea gazelor din interior și de starea vremii: la fel de bine pot fi și stinse temporar.
Dacă plouă puternic se poate vedea cum bolborosește apa în locurile pe unde iese gazul. 
Aria pe care are loc fenomenul are suprafața relativă a unei camere - 25 mp .

## Acces
Se ajunge  folosind drumul de pe valea Slănicului – DJ 203 K, care pornește de pe DN2 (E85) de la Mărăcineni spre Săpoca (imediat înainte de a intra pe podul de peste Buzău), urmând ruta Beceni-Vintilă Vodă-Mânzălești-Lopătari-Terca. Până la Lopătari drumul este asfaltat. De la Lopătari însă, accesul la obiectivul turistic continuă pe un drum neasfaltat de aproximativ 7 km cu terasamentul degradat, lipsind indicatoarele. În apropiere relativă de Focurile Vii, drumul devine accesibil numai camioanelor mari și tractoarelor forestiere. 
De la locul până unde se poate înainta maximum cu o mașină mică, se merge inițial pe lângă firul apei până la o punte de pe dreapta, drumul după locul cu pricina fiind impracticabil ulterior. De aici trebuie traversat Slănicul pe malul stâng pentru a sui coasta dealurilor. 
Suprafața focurilor este destul de mică și se poate rata ușor, traseul fiind nemarcat. Drumul se realizează în aproximativ 30-35 minute de mers, dar poate ajunge la 45-55 minute, deoarece te poți rătăci din cauza lipsei de indicatoare.

## Originea numelui
Denumirea provine de la faptul că flăcările ard cvasipermanent fiind vizibile uneori de departe, mai ales noaptea și în perioadele în care frunzișul arboretelor este în cantitate redusă.

## Oportunități turistice de vecinătate
- Bolovanul Mortatului din Ploștina
- "Sfinxul" de la Breazău
- Platoul Meledic
- Piatra Albă „La Grunj”
- Mănăstirea Găvanu
- Vârful Ivănețu
- Lacul Mocearu
- Lacu Limpede din Bisoca
- Mănăstirea Poiana Mărului
- Vulcanii Noroioși de la Pâclele Mari, Pâclele Mici și Pâclele de la Beciu